# Wuustwezel

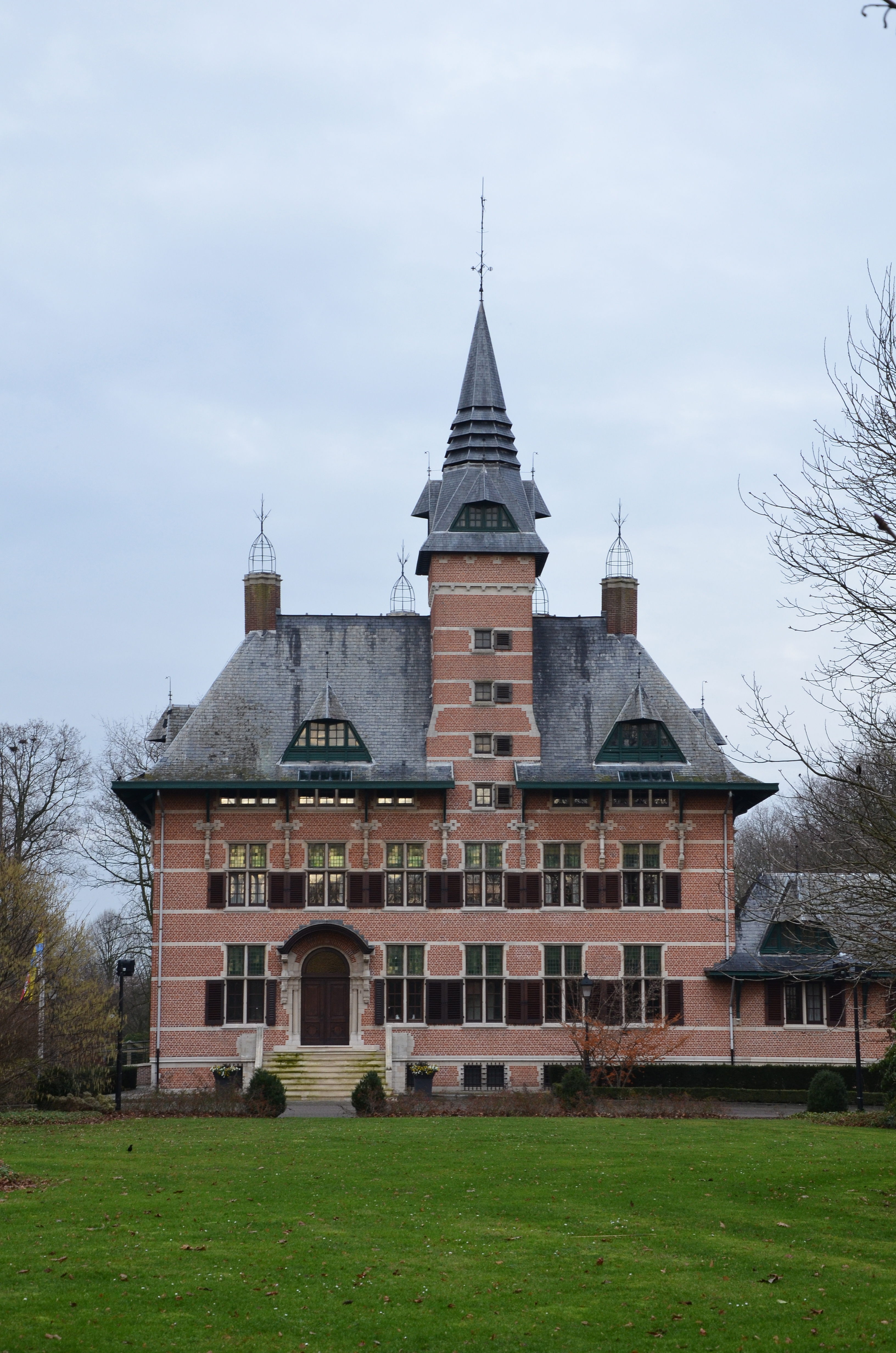
Kasteel Hens, heden gemeentehuis

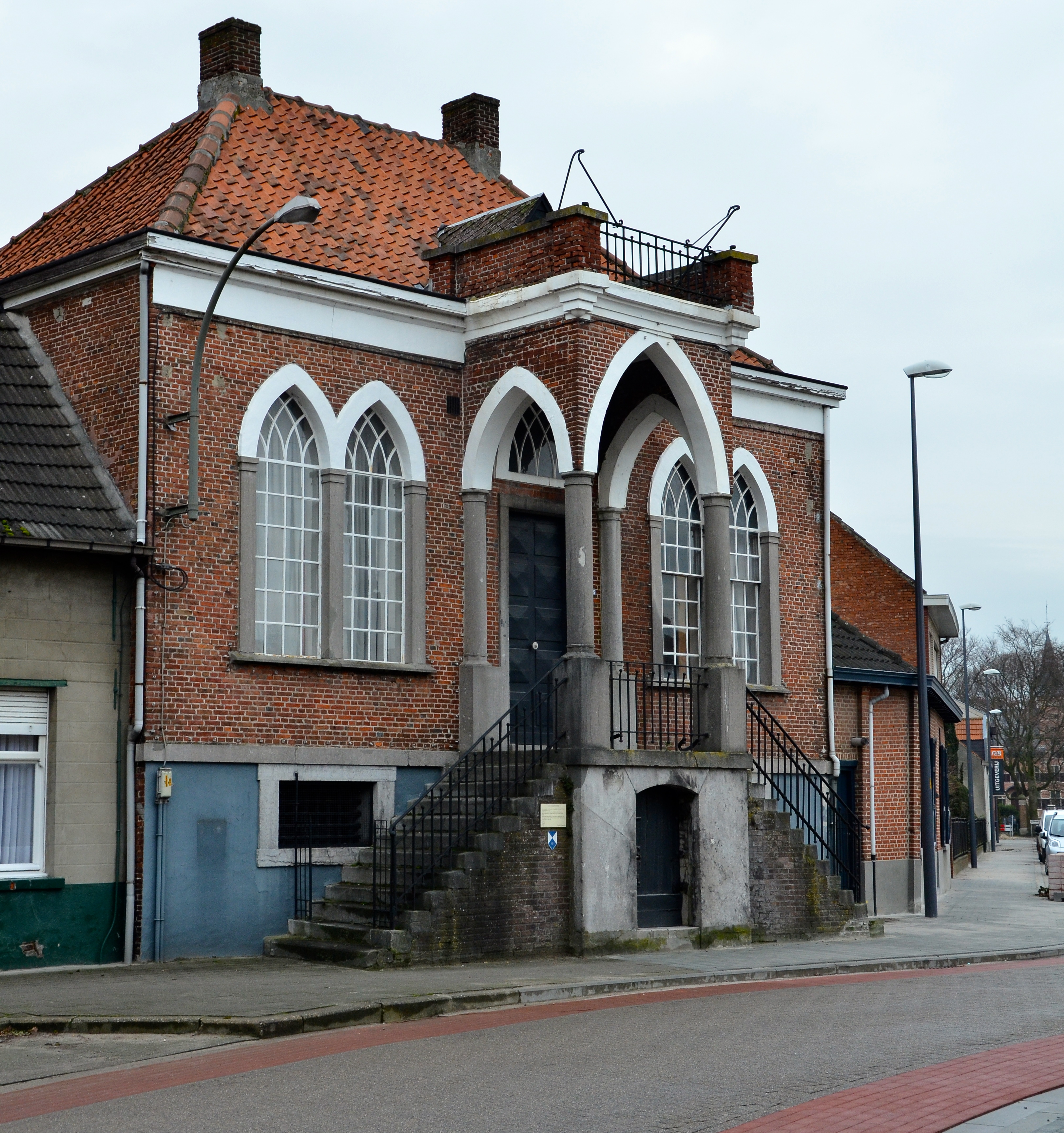
Voormalig gemeentehuis in de Dorpstraat

Wuustwezel is een plaats en gemeente in de Belgische provincie Antwerpen. De Kempense gemeente telt ruim 21.000 inwoners. Wuustwezel ligt in het noorden van de provincie, tegen de grens met Noord-Brabant. De plaats is in Nederland bekend omdat zij voor de aanleg van de A16/E19 de plaats was waar je uit het westen van Nederland België binnenkwam.
Wuustwezel behoort tot het kieskanton Brecht en het gerechtelijk kanton Kapellen.

## Geschiedenis
De naam Wuustwezel (wuust-wieze-lo) betekent: woest weide- en bosgebied.
Op het militaire domein van het Groot Schietveld werden grote hoeveelheden silexconcentraties aangetroffen uit de steentijd.
Omstreeks 1200 werd de eerste kerk gebouwd en eind 13e eeuw werd Wuustwezel een zelfstandige heerlijkheid. Heren behoorden tot de familie Van Wilre en in 1745 kwam de heerlijkheid aan de familie Vinck. De heren zetelden op het Kasteel Ginhoven.
Van 1806-1811 werd de Bredabaan aangelegd waardoor Wuustwezel ontsloten werd. In de loopvan de 19e eeuw ontstonden er ook andere verharde wegen. Ook werden er enkele fabrieken gesticht zoals de Sigarenfabriek Verellen in Gooreind en de zuivelfabriek Sint-Marie kwam tot stand in 1907-1913.
Van 1929-1942 werd door de Noordwatering een 1100 ha groot gebied tussen Wuustwezel en de Belgisch-Nederlandse grens ontgonnen.
Na de Tweede Wereldoorlog ontstond er lintbebouwing. Hier en daar werden ook villa's, bungalows en sociale woningen gebouwd.
De huidige gemeente ontstond op 1 januari 1977 na de fusie van de kerngemeente Wuustwezel met deelgemeente Loenhout. Het gemeentehuis bevindt zich in "Kasteeltje Hens" ('t Hofke) dat de gemeente in 1923 aankocht en drie jaar later in gebruik nam. In Loenhout bevinden zich 16e- en 17e-eeuwse gebouwen. In het gemeentewapen bevinden zich 3 vinken, waarvan verondersteld wordt dat zij aangeven dat er in Wuustwezel drie achtereenvolgende burgemeesters waren met de naam "Vinck".

## Geografie

### Deelgemeenten
| # | Naam       | Opp. (km²) | Inwoners (2020) | Inwoners per km² | NIS-code |
| - | ---------- | ---------- | --------------- | ---------------- | -------- |
| 1 | Wuustwezel | 58,34      | 16.846          | 289              | 11053A   |
| 2 | Loenhout   | 31,06      | 4.356           | 140              | 11053B   |

### Kernen
Wuustwezel heeft naast het centrum nog een deelgemeente, Loenhout. Daarnaast liggen in Wuustwezel-centrum nog het dorp Gooreind en de gehuchten Sterbos, Westdoorn en Braken.

### Aangrenzende gemeenten
| Aangrenzende gemeenten | Aangrenzende gemeenten | Aangrenzende gemeenten | Aangrenzende gemeenten | Aangrenzende gemeenten |
| ---------------------- | ---------------------- | ---------------------- | ---------------------- | ---------------------- |
|                        |                        | Zundert (NL)           |                        | Meer (Hoogstraten)     |
|                        |                        |                        |                        |                        |
| Kalmthout              | Hoogstraten            |                        |                        |                        |
|                        |                        |                        |                        |                        |
| Kapellen, Brasschaat   |                        | Brecht                 |                        |                        |

## Bezienswaardigheden
- Onze-Lieve-Vrouw-Hemelvaartkerk
- Kasteel Ginhoven
- Kasteel Hens
- Kasteel Sterbos
- Oude Molen
- Het Oude gemeentehuis
- Sint-Jozefkerk te Gooreind

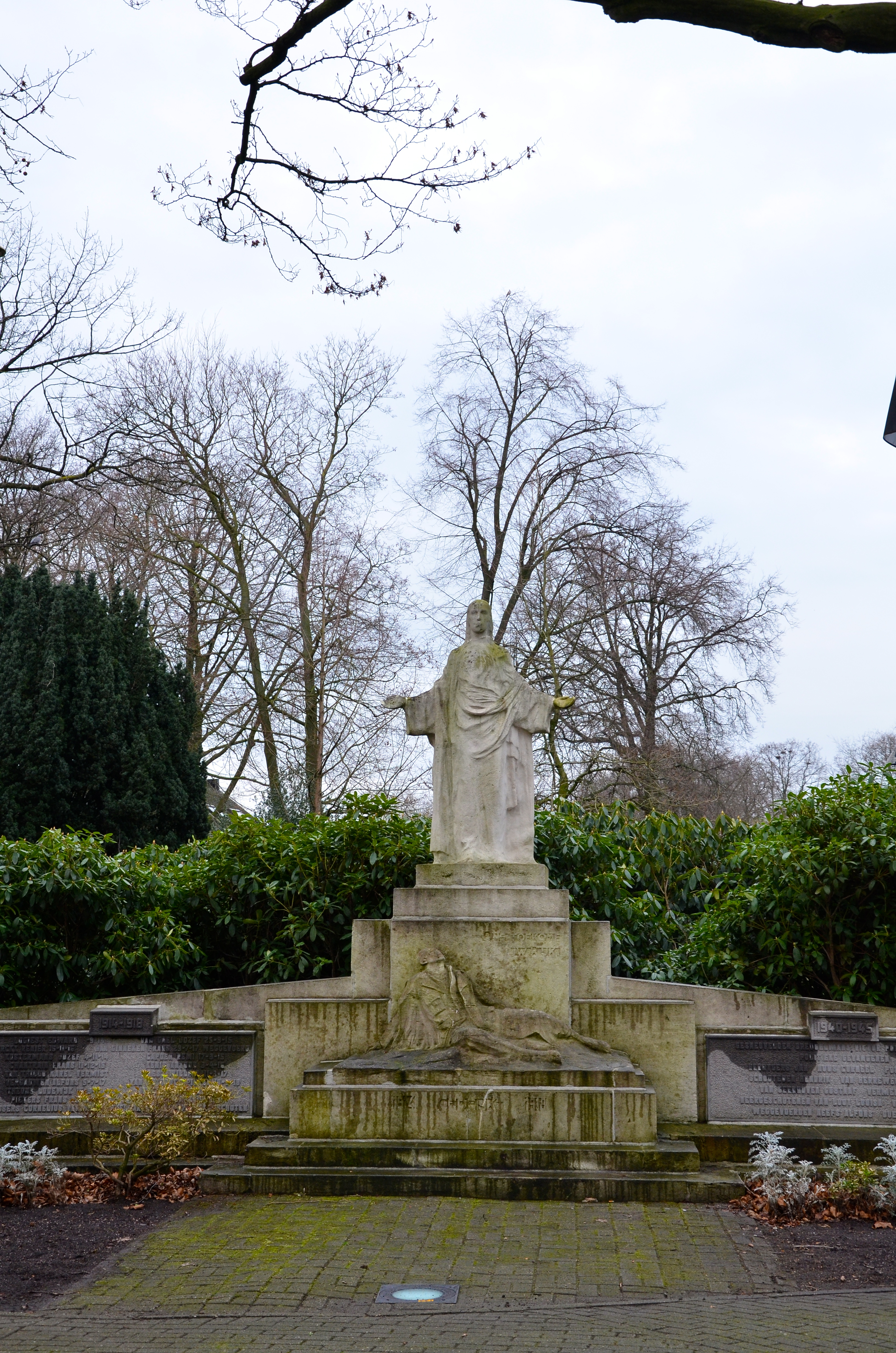
'Oorlogsmonument voor de gesneuvelden van de Eerste en Tweede Wereldoorlog' van Simon Goossens

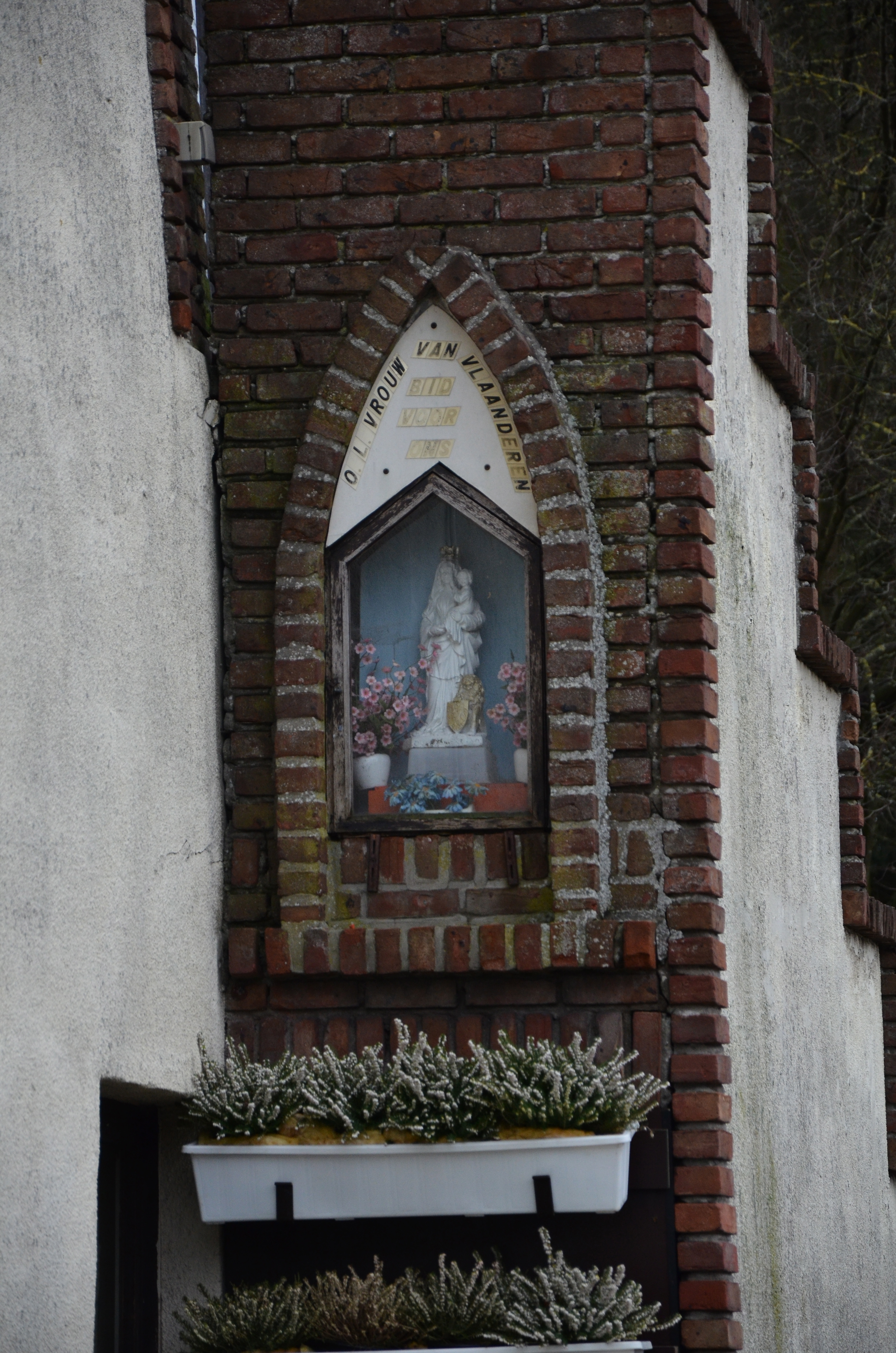
Kapelletje in de Dorpsstraat

- Sint-Petrus-en-Pauluskerk te Loenhout.
- Knotbomenrij van Zwarte Els
- De dreef van opgaande bomen naar het Hof van Wuustwezel
- Een dreef van opgaande robinia's

## Natuur en landschap
Wuustwezel ligt in de Noorderkempen op een hoogte van 15-25 meter. Waterlopen zijn de Kleine Beek die via de Kleine Aa in de Aa of Weerijs uitmondt. Een belangrijk natuurgebied met heide en vennen is het Groot Schietveld, ten zuiden van Wuustwezel. Een ander natuurgebied is het Uilebos.

## Demografie

### Demografische ontwikkeling voor de fusie
- Bronnen:NIS, Opm:1806 tot en met 1970=volkstellingen; 1976 = inwoneraantal op 31 december

### Demografische ontwikkeling van de fusiegemeente
Alle historische gegevens hebben betrekking op de huidige gemeente, inclusief deelgemeenten, zoals ontstaan na de fusie van 1 januari 1977.
- Bronnen:NIS, Opm:1806 tot en met 1981=volkstellingen; 1990 en later= inwonertal op 1 januari

| Inwoners van jaar tot jaar op 1 januari 1992 tot heden | Inwoners van jaar tot jaar op 1 januari 1992 tot heden | Inwoners van jaar tot jaar op 1 januari 1992 tot heden |
| jaar                                                   | Aantal                                                 | Evolutie: 1992=index 100                               |
| ------------------------------------------------------ | ------------------------------------------------------ | ------------------------------------------------------ |
| 1992                                                   | 15.552                                                 | 100,0                                                  |
| 1993                                                   | 15.891                                                 | 102,2                                                  |
| 1994                                                   | 16.272                                                 | 104,6                                                  |
| 1995                                                   | 16.551                                                 | 106,4                                                  |
| 1996                                                   | 16.852                                                 | 108,4                                                  |
| 1997                                                   | 17.115                                                 | 110,1                                                  |
| 1998                                                   | 17.276                                                 | 111,1                                                  |
| 1999                                                   | 17.477                                                 | 112,4                                                  |
| 2000                                                   | 17.552                                                 | 112,9                                                  |
| 2001                                                   | 17.646                                                 | 113,5                                                  |
| 2002                                                   | 17.777                                                 | 114,3                                                  |
| 2003                                                   | 17.893                                                 | 115,1                                                  |
| 2004                                                   | 18.006                                                 | 115,8                                                  |
| 2005                                                   | 18.184                                                 | 116,9                                                  |
| 2006                                                   | 18.338                                                 | 117,9                                                  |
| 2007                                                   | 18.605                                                 | 119,6                                                  |
| 2008                                                   | 18.839                                                 | 121,1                                                  |
| 2009                                                   | 19.013                                                 | 122,3                                                  |
| 2010                                                   | 19.213                                                 | 123,5                                                  |
| 2011                                                   | 19.371                                                 | 124,6                                                  |
| 2012                                                   | 19.547                                                 | 125,7                                                  |
| 2013                                                   | 19.731                                                 | 126,9                                                  |
| 2014                                                   | 19.872                                                 | 127,8                                                  |
| 2015                                                   | 20.124                                                 | 129,4                                                  |
| 2016                                                   | 20.228                                                 | 130,1                                                  |
| 2017                                                   | 20.459                                                 | 131,6                                                  |
| 2018                                                   | 20.671                                                 | 132,9                                                  |
| 2019                                                   | 20.970                                                 | 134,8                                                  |
| 2020                                                   | 21.213                                                 | 136,4                                                  |
| 2021                                                   | 21.346                                                 | 137,3                                                  |
| 2022                                                   | 21.523                                                 | 138,4                                                  |
| 2023                                                   | 21.644                                                 | 139,2                                                  |
| 2024                                                   | 21.794                                                 | 140,1                                                  |
| 2025                                                   | 21.941                                                 | 141,1                                                  |

## Politiek

### Structuur
De gemeente Wuustwezel maakt deel uit van het kieskanton Brecht, gelegen in het provinciedistrict Kapellen, het kiesarrondissement Antwerpen en ten slotte de kieskring Antwerpen.
| Wuustwezel       | Wuustwezel       | Supranationaal         | Nationaal                         | Nationaal           | Gemeenschap         | Gewest              | Provincie           | Arrondissement  | Provinciedistrict | Kanton          | Gemeente        |
| ---------------- | ---------------- | ---------------------- | --------------------------------- | ------------------- | ------------------- | ------------------- | ------------------- | --------------- | ----------------- | --------------- | --------------- |
| Administratief   | Niveau           | Europese Unie          | België                            | België              | Vlaanderen          | Vlaanderen          | Antwerpen           | Antwerpen       | Antwerpen         | Antwerpen       | Wuustwezel      |
| Administratief   | Bestuur          | Europese Commissie     | Belgische regering                | Belgische regering  | Vlaamse regering    | Vlaamse regering    | Deputatie           | Deputatie       | Deputatie         | Deputatie       | Gemeentebestuur |
| Administratief   | Raad             | Europees Parlement     | Kamer van volksvertegenwoordigers | Vlaams Parlement    | Vlaams Parlement    | Vlaams Parlement    | Provincieraad       | Provincieraad   | Provincieraad     | Provincieraad   | Gemeenteraad    |
| Kiesomschrijving | Kiesomschrijving | Nederlands Kiescollege | Kieskring Antwerpen               | Kieskring Antwerpen | Kieskring Antwerpen | Kieskring Antwerpen | Kieskring Antwerpen | Antwerpen       | Kapellen          | Brecht          | Wuustwezel      |
| Verkiezing       | Verkiezing       | Europese               | Federale                          | Federale            | Vlaamse             | Vlaamse             | Provincieraads-     | Provincieraads- | Provincieraads-   | Provincieraads- | Gemeenteraads-  |

### Geschiedenis

#### Lijst van burgemeesters
| Periode | Periode     | Burgemeester                           |
| ------- | ----------- | -------------------------------------- |
|         | 1799 - 1804 | Guillaume Jacques Sheehan              |
|         | 1804 - 1805 | Pierre Joseph Goetschalkx (waarnemend) |
|         | 1805 - 1818 | Joannes Franciscus Anthonissen         |
|         | 1818 - 1831 | Ignatius de Vinck de Wesel             |
|         | 1831 - 1836 | Edmond de Vinck de Wesel               |
|         | 1833        | Wilhelmus Kenis (waarnemend)           |
|         | 1836 - 1843 | Jacobus Baeyens                        |
|         | 1843 - 1875 | Joannes Josephus Hens                  |
|         | 1875 - 1877 | Edmond de Vinck de Wesel               |
|         | 1878 - 1884 | Willem Florimond Clynmans              |
|         | 1884 - 1905 | Eugeen Verhaegen                       |

| Periode | Periode      | Burgemeester                                  |
| ------- | ------------ | --------------------------------------------- |
|         | 1905 - 1906  | Adriaan Aertsen (waarnemend)                  |
|         | 1906 - 1924  | Jan Jaak Hens                                 |
|         | 1924 - 1934  | Robert de Kerchove d'Exaerde (Kath. Verb.)    |
|         | 1934 - 1945  | Ferdinand de Kerchove d'Exaerde (Kath. Verb.) |
|         | 1945 - 1947  | Louis Cools                                   |
|         | 1947 - 1954  | Norbert Deckers                               |
|         | 1955 - 1958  | Alfons Staepels                               |
|         | 1959 - 1976  | Jos Peeters (- / CVP)                         |
|         | 1977 - 2012  | Jos Ansoms (CVP / CD&V)                       |
|         | 2013 - heden | Dieter Wouters (CD&V)                         |

#### Legislatuur 2007-2012
In de aanloop naar de verkiezingen bundelden sp.a, Groen!, ZP (Zwelgpartij) en Spirit de krachten en richtte ze het progressief samenwerkingsverband PLUS Wuustwezel op. Het kartel behaalde een mooi resultaat en overtuigde 1,91% meer kiezers dan het opgetelde resultaat van de lokale verkiezingen van 2000, goed voor 4 zetels. CD&V behield haar absolute meerderheid en boekte een winst van 3,19% en het Vlaams Belang overtuigde 4,83% (+ 1 zetel) meer kiezers. Grote verliezer van de verkiezingen was VLD, die 11,01% verloor (of 3 zitjes in de gemeenteraad). PVDA+ ten slotte behaalde 1,11%, onvoldoende voor een vertegenwoordiger in de gemeenteraad. Burgemeester bleef Jos Ansoms (CD&V)

#### Legislatuur 2013-2018
Burgemeester was Dieter Wouters van de CD&V. Deze partij had de absolute meerderheid met 13 op 25 zetels.

#### Legislatuur 2019-2024
Burgemeester was Dieter Wouters van de CD&V. Deze partij had de absolute meerderheid met 16 op 27 zetels.

#### Legislatuur 2024-2030
Burgemeester is Dieter Wouters van de CD&V. Deze partij heeft de absolute meerderheid met 18 op 27 zetels.

#### Resultaten gemeenteraadsverkiezingen sinds 1976
| Partij of kartel     | Partij of kartel                             | 10-10-1976 | 10-10-1976 | 10-10-1982 | 10-10-1982 | 9-10-1988 | 9-10-1988 | 9-10-1994 | 9-10-1994 | 8-10-2000 | 8-10-2000 | 8-10-2006 | 8-10-2006 | 14-10-2012 | 14-10-2012 | 14-10-2018 | 14-10-2018 | 13-10-2024 | 13-10-2024 |
| Stemmen / Zetels     | Stemmen / Zetels                             | %          | 21         | %          | 23         | %         | 23        | %         | 25        | %         | 25        | %         | 25        | %          | 25         | %          | 27         | %          | 27         |
| -------------------- | -------------------------------------------- | ---------- | ---------- | ---------- | ---------- | --------- | --------- | --------- | --------- | --------- | --------- | --------- | --------- | ---------- | ---------- | ---------- | ---------- | ---------- | ---------- |
|                      | CVP1 / CD&V2                                 | 54,481     | 13         | 54,831     | 14         | 61,041    | 18        | 54,531    | 16        | 44,331    | 13        | 47,492    | 13        | 43,332     | 13         | 48,72      | 16         | 56,32      | 18         |
|                      | PVV1 / VLD2 / Open Vld3 / P.R.O. Wuustwezel4 | 15,361     | 3          | 15,321     | 3          | 13,391    | 3         | 24,792    | 7         | 30,322    | 8         | 19,312    | 5         | 15,303     | 3          | 10,83      | 2          | 7,94       | 1          |
|                      | SP1 / PLUSA / GROEN PLUSB                    | 9,861      | 1          | 12,61      | 2          | 8,911     | 1         | 5,311     | 0         | -         |           | 16,33A    | 4         | 12,15A     | 2          | 10,3A      | 2          | 5,8B       | 1          |
|                      | Agalev1 / PLUSA / GROEN PLUSB                | -          |            | -          |            | 6,421     | 0         | -         |           | 7,881     | 1         | 16,33A    | 4         | 12,15A     | 2          | 10,3A      | 2          | 5,8B       | 1          |
|                      | Zwelgpartij1 / PLUSA                         | -          |            | -          |            | 1,811     | 0         | 5,521     | 0         | 6,541     | 1         | 16,33A    | 4         | 12,15A     | 2          | 10,3A      | 2          | -          |            |
|                      | VU1 / N-VA2                                  | -          |            | -          |            | 8,421     | 1         | -         |           | -         |           | -         |           | 22,322     | 6          | 19,12      | 5          | 16,52      | 4          |
|                      | Vlaams Blok1 / Vlaams Belang2                | -          |            | -          |            | -         |           | 9,851     | 2         | 10,931    | 2         | 15,762    | 3         | 6,902      | 1          | 11,22      | 2          | 12,22      | 3          |
|                      | VB                                           | 20,3       | 4          | 17,25      | 4          | -         |           | -         |           | -         |           | -         |           | -          |            | -          |            | -          |            |
|                      | PVDA+                                        | -          |            | -          |            | -         |           | -         |           | -         |           | 1,11      | 0         | -          |            | -          |            | -          |            |
|                      | Samen vr Democratie                          | -          |            | -          |            | -         |           | -         |           | -         |           | -         |           | -          |            | -          |            | 1,3        | 0          |
| Totaal stemmen       | Totaal stemmen                               | 7.309      | 7.309      | 8.821      | 8.821      | 9.684     | 9.684     | 10.897    | 10.897    | 11.845    | 11.845    | 12.841    | 12.841    | 13.201     | 13.201     | 14.390     | 14.390     | 9.871      | 9.871      |
| Opkomst %            | Opkomst %                                    |            |            |            |            | 96,68     | 96,68     | 95,53     | 95,53     | 94,52     | 94,52     | 94,92     | 94,92     | 91,81      | 91,81      | 93,6       | 93,6       | 62,1       | 62,1       |
| Blanco en ongeldig % | Blanco en ongeldig %                         | 3,43       | 3,43       | 4,18       | 4,18       | 3,51      | 3,51      | 6,09      | 6,09      | 3,8       | 3,8       | 3,89      | 3,89      | 2,89       | 2,89       | 3,5        | 3,5        | 0,4        | 0,4        |

De zetels van de gevormde coalitie staan vetjes afgedrukt. De grootste partij is in kleur.

## Cultuur

### Evenementen
- Koninklijke Bloemencorso Loenhout[9]: een corso in Loenhout met een 35-tal wagens, ingekleurd met dahliabloemen, elk jaar op de tweede zondag in september.
- Lichtstoet: wordt gehouden met een 15-tal wagens in Wuustwezel Centrum op de dag dat Sinterklaas aankomt in België.
- Beachweekend[10]

### Verenigingen
- Wezelopdefoto[11]: een fotosite waar duizenden foto's te vinden zijn van activiteiten die plaatsvinden in Wuustwezel. De vrijwilligers brengen daarnaast ook de natuur, het landschap en de gebouwen van Wuustwezel in beeld.

## Sport

### Evenementen
- Azencross: een cyclo-cross
- Sterke Peer Triathlon[12]

### Verenigingen
- Koninklijke Wuustwezel Football Club
- Koninklijke Gooreind Voetbal Vereniging
- Koninklijke Harmonie De Jonge Scheuten VZW[13]
- Basketbalvereniging BBC Wuustwezel

## Bekende Wuustwezelnaars

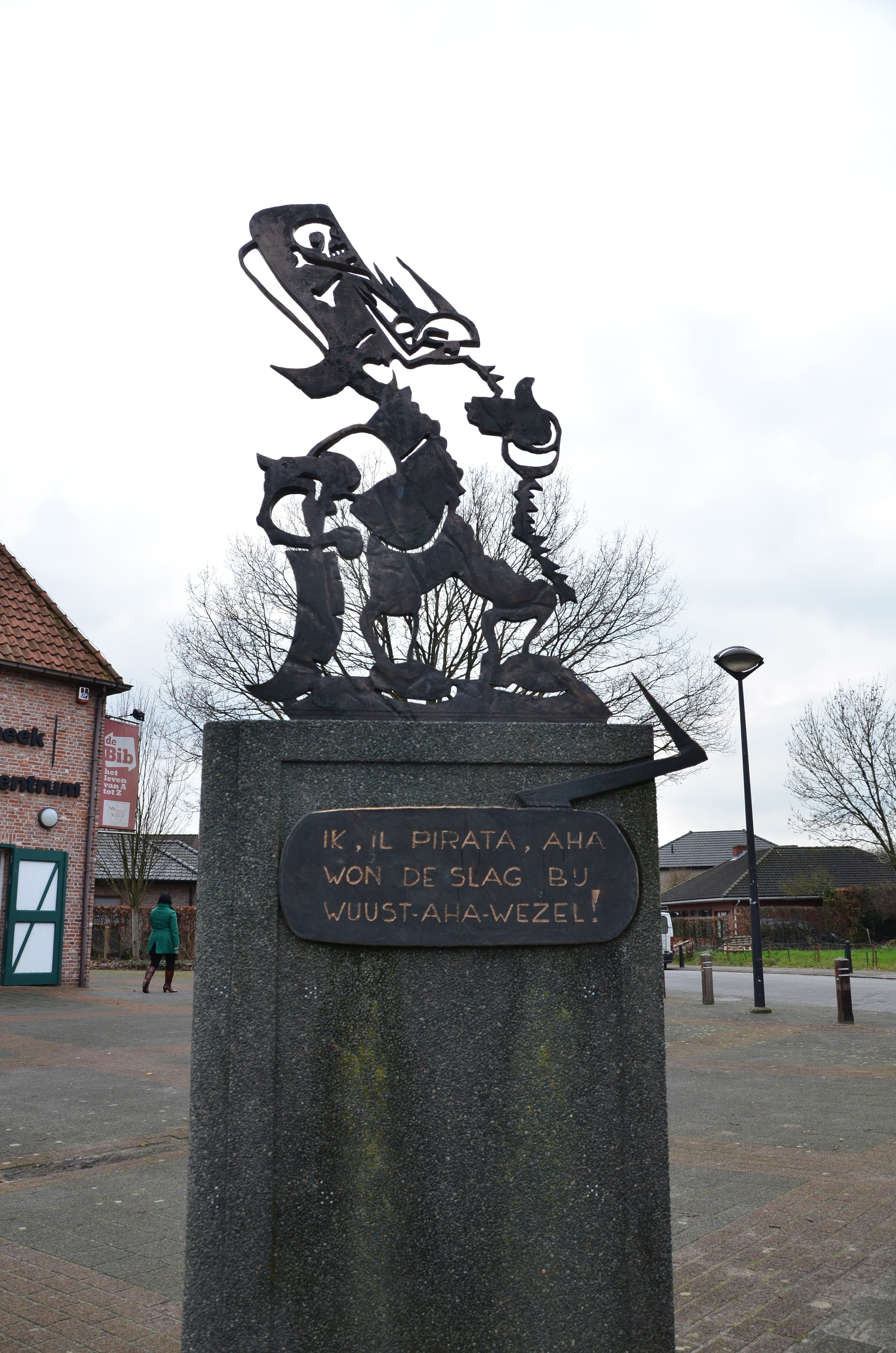
Standbeeld Oscar Abraham Tuizentfloot

### Geboren in Wuustwezel
- Karel Biddeloo (1943-2004), striptekenaar
- Aloïs Blommaert (1912-1958), auteur
- Ann Petersen (1927-2003), actrice

### Inwoners van Wuustwezel[14]
- Jurgen Cavens, voetballer
- Robert de Kerchove d'Exaerde, politicus
- Marc Herremans, triatleet
- Ward Hulselmans, scenarist
- Jelena Peeters, schaatsster
- Kevin Strijbos, motorcrosser
- Julien Van Aperen, politicus
- Edwig Van Hooydonck, ex-wielrenner, tweevoudig winnaar ronde van Vlaanderen
- Nathan Van Hooydonck, wielrenner
- Fred Van Kuyk, acteur
- Marten Van Riel, triatleet
- Michaël Volkaerts, schrijver

## Nabijgelegen kernen
Wernhoutsburg, Loenhout, Brecht, Gooreind, Achterbroek, Nieuwmoer